# اكرض (تاكوشت)
اكرض هو دُوَّار يقع بجماعة سيدي غانم، إقليم الصويرة، جهة مراكش آسفي في المملكة المغربية. ينتمي الدوّار لمشيخة تاكوشت التي تضم دوارين. يقدر عدد سكانه بـ 624 نسمة حسب الإحصاء الرسمي للسكان والسكنى لسنة 2004.

## روابط خارجية
- البوابة الوطنية للجماعات الترابية
- المندوبية السامية للتخطيط